# Mycobates alpinus
Mycobates alpinus är en kvalsterart som först beskrevs av Rainer Willmann 1951.  Mycobates alpinus ingår i släktet Mycobates och familjen Punctoribatidae. Inga underarter finns listade i Catalogue of Life.